# 只一人 (電視劇)
《只一人》，為韓國JTBC於2021年12月20日起播出的月火連續劇，由《Two Cops》、《那個男人的記憶法》吳賢鍾導演與《最完美的離婚》文正民編劇合作打造。此劇講述被通報得了癌症的女人，她覺得「既然要死就殺個壞人再死」，然後遇見了人生最珍貴的一人而展開的故事。
台灣將由LINE TV由2022年1月1日起獨家首播；Netflix於2022年4月16日全套上架。

## 演員陣容

### 主要人物
| 演員                                         | 角色   | 介紹 |
| 安恩眞 （童年：李南京）                      | 表仁淑 | 父母從小離婚，由奶奶扶養長大。無法體會到感情的她，是個狠心之人，在接到死亡申告後，不知道該如何度過剩餘的時間⋯⋯ |
| 金景南 - （童年：鄭賢俊） - （少年：文成賢） | 閔雨天 | 在名為「娜萊清潔」的徵信所裡揮拳、做壞事，有時還負責「偽裝事故的他殺」業務。對他來說殺人攪局了人生並沒有什麼，只是漫無邊際地走在黑暗中，但是有一天，他遇到了像命運一樣被宣告限期的女人表仁淑。這是在不平凡的生活中也默默無聞的他遇到的變數。 |
| 強藝元 （童年：朴世熙）                      | 姜世妍 | 是位家庭主婦。被判血癌後，明白了一直以來所信任和依靠的「平凡」和「穩定」是有裂痕的，她決心要離開⋯⋯ |
| Joy                                          | 成美度 | 是位有名的網紅。原本人生非常成功，被宣告肺癌晚期後，卻要面臨著要經歷死亡的複雜感情⋯⋯ |

### 主角周邊人物
| 演員   | 角色   | 介紹 |
| 高斗心 | 陸聖子 | 表仁淑的奶奶，靠撿廢棄物變賣獨自扶養表仁淑長大。                                                                                 |
| 張鉉誠 | 表康善 | 表仁淑的爸爸。在90年代，在獨立樂團復興期度過了一次「高峰」的音樂人。現在還沉浸在餘韻中，運營著一家叫做「頭上的花」的小音樂酒吧。 |
| 徐妍宇 | 河山雅 | 與表仁淑住在同一個社區的小孩，長期受到父親家暴，母親因而離家出走。                                                               |
| 安昌煥 | 申泰日 | 「娜萊清潔」公司代表。偽裝成空氣淨化器零件公司實際上是私人徵信社。有點敏感、神經質，說話會結巴。                                 |
| 崔英祐 | 朴昇善 | 黑社會九城派的行動隊長。 |
| 韓圭源 | 吳永燦 | 姜世妍的丈夫。 |
| 尹福仁 | 洪玫瑰 | 姜世妍的媽媽。 |
| 韓圭元 | 具智表 | 財閥3世，「LE集團」理事。 |

### 廣域搜查隊
| 演員   | 角色   | 介紹                                                                   |
| 都想友 | 趙時英 | 首爾地方檢察廳廣域搜查隊警衛。個性冷靜沉穩，觀察著三位罹患癌症的女人⋯⋯ |
| 李鳳輦 | 黃馬珍 | 首爾地方檢察廳廣域搜查隊組長。                                         |
| 張仁燮 | 吳鎮奎 | 首爾地方檢察廳廣域搜查隊警查。                                         |

### 晨光療養院
| 演員   | 角色     | 介紹                                                   |
| 李秀美 | 瑪格勒納 | 晨光療養院院長。                                       |
| 尹寶拉 | 維羅妮卡 | 晨光療養院修女。                                       |
| 蘇熙靜 | 文英智   | 肌萎縮側索硬化症（漸凍人）患者。                       |
| 金秀亨 | 林智厚   | 文英智的女兒，一起生活在療養院。                       |
| 李恆娜 | 崔勝愛   | 肝癌患者，是療養院的希望，確診後來到這裡已活過第二年。 |
| 朱仁英 | 車汝蔚   | 卵巢癌患者，在療養院內幫人算命。                       |
| 成秉淑 | 吳倩德   | 大腸癌末期患者，因本名的關係常被取笑為出氣筒。         |
| 金炳春 | 趙醫生   | 晨光療養院醫生。                                       |
| 金正煥 | 姜書軍   | 晨光療養院廚師，做菜的手法靈活又細膩。                 |
| 張瑞沅 | 趙雄道   | 晨光療養院志工，主要是替大家進行音樂治療。             |

### 其他人物
| 演員   | 角色   | 介紹                                                                             |
| 白鉉真 | 河容根 | 河山雅的爸爸。有家暴前科，是名酒精中毒者且沉迷於賭博。                           |
| 車熙   | 禹慶美 | 河山雅的媽媽，被丈夫毆打而離家出走。                                             |
| 全伊秀 | 皓善   | 成美度的朋友，對具智表有好感。                                                   |
| 全盧民 |        | 具智表的爸爸、財閥「LE集團」會長。                                               |
| 李英珍 | 池允書 | 姜世妍的大學前輩，現為離婚律師。有著自信及坦然的態度，是相當有魅力的人物。       |
| 李珠英 | 車明珠 | 兒科醫生。是閔雨天中學時期同學的母親，對閔雨天有相當大的恨意而將他推入深淵的人。 |

## 原聲帶
- Part.1（發行日期：2021年12月22日）

| 曲序 | 曲目               | 演唱   | 时长 |
| ---- | ------------------ | ------ | ---- |
| 1.   | Happy End          | Yangpa | 3:06 |
| 2.   | Happy End（Inst.） |        | 3:06 |

- Part.2（發行日期：2022年1月3日）

| 曲序 | 曲目               | 演唱             | 时长 |
| ---- | ------------------ | ---------------- | ---- |
| 1.   | 한 사람만          | msftz (미스피츠) | 3:48 |
| 2.   | 한 사람만（Inst.） |                  | 3:48 |

- Part.3（發行日期：2022年1月17日）

| 曲序 | 曲目          | 演唱       | 时长 |
| ---- | ------------- | ---------- | ---- |
| 1.   | Stay          | SLAY, AVIN | 3:11 |
| 2.   | Stay（Inst.） |            | 3:11 |

- Part.4（發行日期：2022年1月25日）

| 曲序 | 曲目                 | 演唱 | 时长 |
| ---- | -------------------- | ---- | ---- |
| 1.   | 감정의 이름          | Joy  | 3:45 |
| 2.   | 감정의 이름（Inst.） |      | 3:45 |

## 收視率
| 集數       | 播出日期   | 標題                 | AGB收視率        |
| 集數       | 播出日期   | 標題                 | 大韓民國（全國） |
| ---------- | ---------- | -------------------- | ---------------- |
| 1          | 2021/12/20 | 只一人               | 2.442%           |
| 2          | 2021/12/21 | 我們是怎麼成為了我們 | 1.365%           |
| 3          | 2021/12/27 | 心中的小孩           | 1.343%           |
| 4          | 2021/12/28 | 手                   | 0.580%           |
| 5          | 2022/01/03 | 痣                   | 0.896%           |
| 6          | 2022/01/04 | 愛的表情             | 0.680%           |
| 7          | 2022/01/10 | 問候                 | 0.784%           |
| 8          | 2022/01/11 | 郊遊                 | 0.728%           |
| 9          | 2022/01/17 | 三個女人             | 0.875%           |
| 10         | 2022/01/18 | 犧牲                 | 0.598%           |
| 11         | 2022/01/24 | 奇蹟                 | 0.898%           |
| 12         | 2022/01/25 | 憤怒會傳染           | 0.676%           |
| 13         | 2022/01/31 | 希望                 | 0.498%           |
| 14         | 2022/02/01 | 再次找回的幸福       | 0.535%           |
| 15         | 2022/02/08 | 天國的顏色           | 0.664%           |
| 16         | 2022/02/08 | 記憶                 | 0.600%           |
| 平均收視率 | 平均收視率 | 平均收視率           | 0.885%           |

- 收視最低的集數以藍色表示，收視最高的集數以紅色表示，而空格則表示該集的收視沒有相關數據。

## 記事
- 2021年7月14日，本劇原訂7月份開拍、12月上檔，男主角朴成勳卻在當日傳出臨陣下車，讓電視劇面臨了拍攝上的困境，朴成勳所屬BH娛樂證實了此事，並表示朴成勳是因行程上的問題才下車。因朴成勳的下車，本劇拍攝日程推遲至8月份，男主角閔宇天將由演員金景南接替[5][6]。

## 外部連結
- 韓國JTBC官方網站
- Daum上《只一人》的資料
- NAVER上《只一人》的資料
- 在Netflix上觀看《只一人》

| JTBC 月火劇                                      | JTBC 月火劇                             | JTBC 月火劇 |
| ------------------------------------------------ | --------------------------------------- | ----------- |
|                                                  | 只一人 （2021年12月20日－2022年2月8日） |             |
| IDOL：The Coup （2021年11月8日－2021年12月14日） | —                                       |             |